# RQ-5 Hunter
RQ-5 Hunter – bezzałogowy aparat latający (UAV – Unmanned Aerial Vehicle) opracowany w drugiej połowie lat 80 w Izraelu przez firmę Israel Aerospace Industries. W 1988 roku zwyciężył w konkursie na taktyczny bezzałogowy aparat latający dla US Army.

## Produkcja
Aparat produkowany był przez Israel Aerospace Industries a jego końcowy montaż odbywał się na terenie Stanów Zjednoczonych w firmie TRW Incorporated. Pierwszy lot Huntera przeznaczonego dla amerykańskiej armii odbył się w marcu 1991 roku. Początkowo aparat nosił oznaczenie BQM-5 a następnie zmieniono jego oznaczenia na używane obecnie RQ-5.

## Konstrukcja
Hunter to aparat bezzałogowy w układzie wielokadłubowym. W środkowej gondoli znajdują się dwa silniki motocyklowe Moto Guzzi o pojemności 750 cm³. Jeden z nich, umieszczony z przodu jest silnikiem ciągnącym, drugi, z tyłu, pchającym. Oba silniki zaopatrzone są w drewniane, dwułopatowe śmigła. W gondoli mieszczą się również układ sterowania, system nawigacyjny, system rozpoznawczy oraz układ transmisji danych z anteną umieszczoną w okrągłej owiewce nad kadłubem. Do gondoli przymocowane jest również stałe, trójkołowe podwozie. Skrzydło proste składa się z centropłata bez wzniosu i demontowanych podczas transportu aparatu końcówek o obrysie trapezowym i niewielkim wzniosie dodatnim. Skrzydło zaopatrzone jest w wychylane elektrycznie klapy i lotki. Do centropłata przymocowane są dwie belki ogonowe połączone ze sobą statecznikiem poziomym. Usterzenie pionowe jest zdwojone i nachylone do wewnątrz. Hunter może startować jak typowy samolot jak również ze specjalnych wyrzutni z użyciem rakietowych przyspieszaczy startowych. Aparat może wykonywać swoje misje po wcześniej zaprogramowanej trasie jak również być sterowany przez operatora znajdującego się w naziemnym stanowisku kontroli lotu.

## Wyposażenie
Hunter standardowo przenosi kamerę telewizyjną oraz termowizyjną, laserowy dalmierz i urządzenie podświetlające cele, współpracujące z rakietami Hellfire. Hunter może przenosić również aparaturę meteorologiczną, sprzęt do wykrywania i zakłócania stacji radiolokacyjnych i środków łączności oraz sprzęt do retranslacji, czyli do automatycznego przekazywania sygnału (np. radiowego).

## Służba
Huntery zostały wykorzystane bojowo w 1999 roku podczas operacji Allied Force w Kosowie. W 1996 roku produkcja aparatów została zakończona, jego następcą został RQ-7 Shadow.